# Adis (Marroc)
Adis (en àrab أديس, Adīs; en amazic ⴰⴷⵉⵙ) és una comuna rural de la província de Tata, a la regió de Souss-Massa, al Marroc. Segons el cens de 2014 tenia una població total de 6.511 persones.